# Philydraceae
Philydraceae је фамилија монокотиледоних скривеносеменица из реда Commelinales. Обухвата 3 рода са 5 врста.